# Urbión (Fluss)
Der Río Urbión ist ein ca. 30 km langer Nebenfluss des Río Najerilla in der Region La Rioja im Norden Spaniens.

## Verlauf
Der Río Urbión entspringt am Fuß mehrerer kleinerer Bergseen (lagunas) im äußersten Südwesten der Region La Rioja nahe der Grenze zur Region Kastilien-León auf der Nordwestseite des Pico de Urbión; er fließt hauptsächlich in nördlicher Richtung um schließlich 2 km nördlich des Ortes Viniegra de Abajo in den Río Ventrosa zu münden, der seinerseits nach nur etwa 3 km in den Río Najerilla einmündet.

## Nebenflüsse
Der Río Urbión hat außer dem Río Ormazal und einigen Bächen (arroyos) keine Nebenflüsse.

## Orte am Fluss
- Viniegra de Abajo

## Sehenswürdigkeiten
Der natürlich gebliebene Oberlauf des Río Urbón eignet sich gut für Bergwanderungen.